# Onthophagus bilingula
Onthophagus bilingula là một loài bọ cánh cứng trong họ Bọ hung (Scarabaeidae).